# Konflikten i Irak (2003–nu)
Konflikten i Irak er en væbnet konflikt, der begyndte med invasionen af Irak i 2003 af en USA-ledet koalition, der væltede Saddam Husseins regering.

## Konfliktens forløb
- Irakkrigen (2003–2011) begyndte.
  - Irakiske borgerkrig (2006–2008) begyndte i 2006.[1]
    - Ødelæggelsen af den shiamuslimske helligdom Al-Askari moskeen, eller Den Gyldne Moske i Samarra [2] i februar 2006, førte til en voldsbølge mod sunnier.[3]
    - Pr. slutningen af maj 2008: måneden havde det laveste antal dødsfald (19) siden begyndelsen af Irakkrigen, i følge USA's myndigheder.[4]

  - De sidste 500 amerikanske soldater forlod Irak om morgenen den 18. december 2011.[5][6][7][8][9]

### Konflikt efter Irakkrigens slut
- Oprøret i Irak (2011–2013) begyndte. "Sunnimuslimske modstandere af" den irakiske regering "blev styrket af" Syrien-borgerkrigen.[10]
  - 22 december 2011 blev mindst 72 civile dræbt i en række bombeangreb i Bagdad, mens 9 døde i angreb i Baqubah, Mosul og Kirkuk.
- Irakiske borgerkrig (2013–2017) begyndte.
  - I september 2014 sendte USA yderligere 250 amerikanske soldater for at beskytte amerikansk personale.[11]
  - Kurdisk-irakiske konflikt (2017) begyndte d. 15 oktober 2017,[12] og Slaget i Kirkuk skete i perioden 15–20 oktober 2017.
  - Irakiske myndigheder tog byerne Al-Qa'im og Rawa tilbage fra IS d. 17. november 2017.[13][14]
- USA har pr. december 2021 stadig 2.500 soldater i Irak.[15] De er overgået fra "på papiret blot at være kamptropper til at være rådgivere";[16][15] USA’s kampmission i Irak blev afsluttet d. 9. december 2021.[15][16]

## Dødsfald
- 2.605 blev dræbt i 2021.[17]
- Mellem 328.000 og 1.215.000+ er blevet dræbt i konflikten[18][19]

## Politisk udvikling
"Ved valget i 2018" fik ingen af blokkene flertal. Størst blev Saairun-alliancen, som shia-lederen Muqtada al-Sadr stillede sig bag. Ved valget i 2021 blev Saairun-alliancen størst.